# Соборна вулиця (Конотоп)
Ву́лиця Собо́рна — одна з найстаріших вулиць міста Конотоп Сумської області. Знаходиться в історичній частині міста.

## Розташування
Розташована в історичному районі міста. Пролягає від вулиці Віктора Деняка до вулиці Братів Лузанів.

## Назва
Названа на честь Собору Різдва Пресвятої Богородиці, що був збудований у 1739-1745 роках на цій вулиці. Дерев'яна церква існувала на цьому місці з XVII століття.

## Історія
Одна з найстаріших вулиць міста. Згідно історичних документів вулиця існує з XIX століття.
Перші документальні згадки про вулицю датуються 1914-1915 роками.
Перша відома назва вулиці — Соборна вулиця.
З 1923 року — Червона вулиця. Мала ідеологічну символічну основу, періоду становлення більшовизму в Україні.
З 30 січня 1992 року — вулиця Соборна..